# Annah May Soule
Pour les articles homonymes, voir Soule.
Annah May Soule, née le 5 septembre 1859 à Port Huron dans l'État du Michigan, et morte le 17 mars 1905 à  Marion dans l'État de l'Ohio est une professeure américaine d'économie politique et d'histoire des États-Unis de l'université pour femmes, le Mount Holyoke College de South Hadley dans l'État du Massachusetts. 

## Biographie

### Jeunesse et formation
Annah May Soule est née en 1859 (d'après ses archives déposées à la bibliothèque du Mount Holyoke College, certaines sources disent 1861) à Port Huron, Michigan. Son père a participé à la guerre de Sécession, une fois démobilisé, il est engagé au poste de trésorier de l'université du Michigan à Ann Arbor. Après ses études secondaires, Annah May Soule est acceptée à l'école normale du Michigan à Ypsilanti (aujourd'hui connue sous le nom de l'université de l'Est du Michigan) où elle étudie l'histoire et les sciences politiques. Trois  après, elle poursuit ses études universitaires à l'université du Michigan où en 1895, elle soutient avec succès sa thèse de doctorat composée de deux mémoires, l'un a pour titre The International Boundary of Michigan, le second The Southern and Western Boundaries of Michigan,.

### Carrière
En 1896, Annah May Soule est embauchée par le Mount Holyoke College  pour diriger le département d'histoire et des sciences politiques. Elle se fait remarquer par ses innovations pédagogiques en développant des cours concernant les questions sociales. Ses étudiantes sont invitées à visiter les usines voisines du campus pour y observer les conditions de travail des ouvriers. Ce qui à l'époque était une nouveauté, car les cours d'histoire des États-Unis étaient essentiellement centrés sur les événements militaires et politiques et non sur les événements sociaux,. 
Annah May Soule organise avec ses étudiantes du Mount Holyoke College une section de la National Consumers League (NCL) dirigée par Florence Kelley. La NCL s'est donnée pour but d'établir un salaire minimum, la réduction du temps de travail des femmes, l'abolition du travail des enfants et l'élimination des ateliers clandestins connus sous le nom de sweatshops / (ateliers de misère) d'une part et d'informer les consommateurs sur les marchandises qu'ils achètent, qu'elles soient  produites et distribuées à des prix raisonnables dans des conditions de travail justes, sûres et saines qui favorisent des produits de qualité pour les consommateurs et un niveau de vie décent pour les travailleurs, d'autre part,.  
Parmi ses étudiantes célèbres, figure Frances Perkins la future Secrétaire au Travail sous la présidence de Franklin Delano Roosevelt, de 1933 à 1945
En 1901, Annah May Soule est élue vice-présidente de la New England History Teachers' Association (en).  

### Vie personnelle
Annah May Soule meurt à Marion le 17 mars 1905, où elle était en villégiature pendant les congés du Mount Holyoke College.
Annah May Soule est inhumée au Forest Hill Cemetery (Ann Arbor, Michigan) (en)

## Archives
Les archives d'Annah May Soule sont déposées à la bibliothèque du Mount Holyoke College et à la Bentley Historical Library (en) de l'université du Michigan, elles sont consultables et accessibles en ligne,.

## Œuvres

### Essais
- (en-US) The international boundary of Michigan, Lansing, 1895, 1896, 68 p. (lire en ligne)
- (en-US) The Southern and Western Boundaries of Michigan, Ann Arbor / Forgotten Books, 1896, rééd. 6 février 2019, 158 p. (ISBN 9780656791682, lire en ligne),

### Articles
- (en-US) « Notes and queries », The Journal of Education, Vol. 48, No. 6,‎ 18 août 1898, p. 114 (1 page) (lire en ligne),
- (en-US) « The Relation of the School and College to Public Health », The School Review, Vol. 11, No. 10,‎ décembre 1903, p. 817-826 (10 pages) (lire en ligne),